# Moussey (Mosella)
Moussey è un comune francese di 634 abitanti situato nel dipartimento della Mosella nella regione del Grand Est.

## Società

### Evoluzione demografica
Abitanti censiti